# Vila Maior (Santa Maria da Feira)
Vila Maior é uma povoação portuguesa do Município de Santa Maria da Feira que foi sede da extinta Freguesia de Vila Maior, freguesia que tinha 2,71 km² de área e 1 511 habitantes (2011), e, por isso, uma densidade populacional de 557,6 hab/km².
A Freguesia de Vila Maior foi extinta (agregada) pela reorganização administrativa de 2012/2013, tendo o seu território sido agregado ao das Freguesias de Canedo e de Vale para criar a União das Freguesias de Canedo, Vale e Vila Maior.

## População
| Número de habitantes residentes | Número de habitantes residentes | Número de habitantes residentes | Número de habitantes residentes | Número de habitantes residentes | Número de habitantes residentes | Número de habitantes residentes | Número de habitantes residentes | Número de habitantes residentes | Número de habitantes residentes | Número de habitantes residentes | Número de habitantes residentes | Número de habitantes residentes | Número de habitantes residentes | Número de habitantes residentes |
| ------------------------------- | ------------------------------- | ------------------------------- | ------------------------------- | ------------------------------- | ------------------------------- | ------------------------------- | ------------------------------- | ------------------------------- | ------------------------------- | ------------------------------- | ------------------------------- | ------------------------------- | ------------------------------- | ------------------------------- |
| 1864                            | 1878                            | 1890                            | 1900                            | 1911                            | 1920                            | 1930                            | 1940                            | 1950                            | 1960                            | 1970                            | 1981                            | 1991                            | 2001                            | 2011                            |
| 582                             | 598                             | 647                             | 644                             | 728                             | 744                             | 859                             | 856                             | 952                             | 1 066                           | 957                             | 1 070                           | 1 478                           | 1 438                           | 1 511                           |

| Distribuição da População por Grupos etários | Distribuição da População por Grupos etários | Distribuição da População por Grupos etários | Distribuição da População por Grupos etários | Distribuição da População por Grupos etários | Distribuição da População por Grupos etários | Distribuição da População por Grupos etários | Distribuição da População por Grupos etários | Distribuição da População por Grupos etários | Distribuição da População por Grupos etários |
| -------------------------------------------- | -------------------------------------------- | -------------------------------------------- | -------------------------------------------- | -------------------------------------------- | -------------------------------------------- | -------------------------------------------- | -------------------------------------------- | -------------------------------------------- | -------------------------------------------- |
| Ano                                          | 0-14 Anos                                    | 15-24 Anos                                   | 25-64 Anos                                   | > 65 Anos                                    |                                              | 0-14 Anos                                    | 15-24 Anos                                   | 25-64 Anos                                   | > 65 Anos                                    |
| 2001                                         | 274                                          | 234                                          | 782                                          | 148                                          |                                              | 19,1%                                        | 16,3%                                        | 54,4%                                        | 10,3%                                        |
| 2011                                         | 256                                          | 169                                          | 860                                          | 226                                          |                                              | 16,9%                                        | 11,2%                                        | 56,9%                                        | 15,0%                                        |

## Património
- Igreja de São Mamede (matriz)
- Cruzes e capelas dos Passos
- Vestígios castrejos